# Eurhomalea exalbida
Eurhomalea exalbida es una especie de molusco bivalvo de la familia Veneridae nativa de América del Sur, donde se encuentra en las costas de Chile y Argentina. Fue clasificado por Lewis Weston Dillwyn en 1817; originalmente llamado Venus exalbida.

## Descripción y distribución
Esta especie puede medir hasta 74 mm, normalmente ambos sexos maduran sexualmente cuando alcanzan una longitud media de 39-40 mm de altura.
La distribución de esta especie está limitada desde la isla Grande de Chiloé en Chile, por la costa Pacífica hasta la zona más austral en el canal de Beagle. Por el Atlántico, a lo largo de la costa atlántica patagónica hasta la provincia de Buenos Aires en Argentina.

## Usos humanos en el pasado
De acuerdo a la presencia de conchas de Eurhomalea exalbida en varios sitios concheros de la costa patagónica se infiere que fueron explotadas para su consumo a lo largo del Holoceno. Se los ha encontrado tanto en bahía San Blas (sur de la provincia de Buenos Aires), zona del San Antonio Oeste (golfo San Matías, provincia de Río Negro), la zona central del golfo San Jorge (sur de la costa de la provincia del Chubut y norte de Santa Cruz), bahía del Oso Marino y bahía Laura (también en Santa Cruz). En general, se los recuperó en bajas frecuencias, siendo complementarias al consumo de otras especies, como lapas (Nacella magellanica), mejillones (Mytilus chilensis) y las cholgas (Aulacomya atra). Su presencia en estos sitios es por la práctica del marisqueo en las costas cercanas y su descarte en torno a los lugares de vivienda.

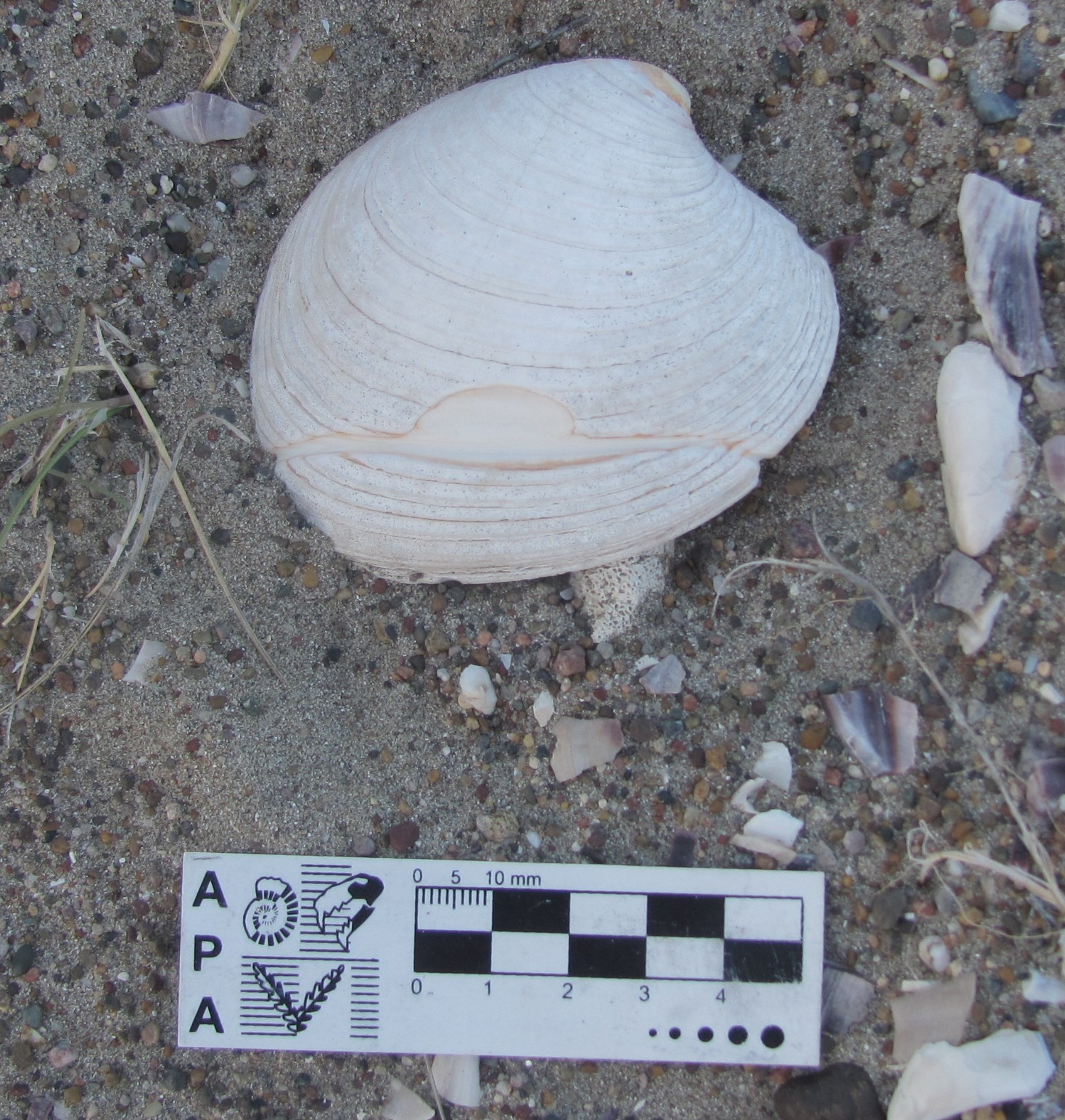
Imagen de una concha in situ de Eurhomalea exalbida con rastros de modificación para su engarce, probablemente para su uso como colgante.

También se han registrado algunas conchas enteras, o con evidencias de modificaciones antrópicas, para su uso como pendientes o colgantes. 